# Titos Vandis
Titos Vandis (griego: Τίτος Βανδής; 7 de noviembre de 1917 - 23 de febrero de 2003) fue un actor griego. Debutó en el cine en 1953, participando a lo largo de su carrera en más de 90 películas y en televisión.

## Filmografía selecta
- Oi paranomoi (1958)
- Astero (1959)
- Nunca en domingo (1960)
- Egklima sta paraskinia (1960)
- Topkapi (1964)
- Stiletto (1969)
- Everything You Always Wanted to Know About Sex* (*But Were Afraid to Ask) (1972)
- Genesis II (1973)
- The Exorcist (1973)
- Black Samson (1974)
- Get Christie Love! (1974)
- A Piece of the Action, de Sidney Poitier (1977)
- The Other Side of Midnight (1977)
- A Perfect Couple (1979)
- Young Doctors in Love (1982)
- National Lampoon's Movie Madness (1983)
- Fletch Lives (1989)